# Revancha (serie de televisión)

Venganza es una serie de televisión colombiana, adaptación de la famosa y exitosa serie estadounidense, Revenge, de ABC. Escrita por Tania Cárdenas Paulsen y Conchita Ruiz. Producida en 2015 por Vista Productions Colombia, a través de Disney Media Networks Latín América, para RCN Televisión. La producción inició grabaciones en abril de 2015 y las finalizó en marzo de 2016. Principalmente iba a ser estrenada en 2016 pero su emisión paso para el 2017.
Protagonizada por la actriz Margarita Muñoz, junto a los actores Emmanuel Esparza, Jason Day y Andrés Toro. Cuenta con la actuación antagónica de la primera actriz María Elena Döering, Javier Gómez y Lina Tejeiro.

## Sinopsis
Esta es la historia de Amanda Santana, hija de David Santana, un hombre honesto y trabajador que fue traicionado por Ramón y Victoria Piedrahíta. Ellos, sin escrúpulo alguno, lo culparon de cometer un atentado terrorista en un avión. El hecho no solo acabó con la vida de su padre, también arruinó la de Amanda, quien creció pensando que su progenitor era culpable de un crimen que nunca cometió.
Ahora la joven, luego de varios años y de enterarse de la traición que cometieron los Piedrahíta con su padre, volverá para cruzarse en el camino de esta familia y así hacerlos pagar todas y cada una de las injusticias que cometieron con su padre.

## Elenco
- Margarita Muñoz - Amanda Santana / Emilia Rivera
- Mariana Hernández - Amanda Santana (Niña)
- Emmanuel Esparza - César Riaño
- Jason Day - Daniel Piedrahíta
- Andrés Toro - Adrián Lozano
- María Elena Döering - Victoria Suárez de Piedrahíta
- Jacques Toukhmanian - Martin Lanz
- Javier Gómez - Ramón Piedrahíta
- Greeicy Rendón - Gabriela Piedrahíta/Santana
- Ricardo Vélez - David Santana
- Guillermo Blanco - Sergio Lozano
- Lina Tejeiro - Claudia Bustillo
- Sebastián Eslava - Enrique "Kike" Castaño
- Patrick Delmas - Helmut Gross
- Paulina Dávila - Emilia Rivera / Amanda Santana
- Manuel Navarro - Ignacio Villar
- Anabell Rivero - Lina de Duarte
- Rolando Tarajano - Wilson Núñez
- Silvia de Dios - Pilar Santana
- Rafael Leal
- Fabio Rubiano - Ernesto
- Tiberio Cruz - Marlon
- Kristina Lilley
- Gabriel Ochoa
- Susana Posada
- Juan Carlos Serrano
- Ana Wills - Mónica Salinas
- Alejandro Estrada
- Natalia Ramírez
- Luis Fernando Bohórquez - Vicente Salinas
- Astrid Junguito
- Germán Quintero - Tomas Russi
- Aída Morales - Doctora Ángela Romero
- Diego Trujillo
- Marcela Agudelo - Cecilia Peláez
- Guillermo Olarte - Roberto Ramírez
- Luigi Aycardi - Salvador Almeida
- Conrado Osorio
- Cristina Campuzano – Abogada Marcela Noreña
- Santiago Bejarano - Tulio Ocampo
- Susana Rojas
- Luis Felipe Cortes
- Alejandro Castaño
- Jose Lombana
- Camilo Bahamon - Nicolás
- Julián Farieta - Felipe
- Alejandro Otero - Lázaro
- Jery Sandoval - Lucero Suárez
- Camilo Trujillo
- Nanis Ochoa